# Fabian Ernst
Fabian Ernst es un exfutbolista alemán. Nació en Hannóver (Estado de Baja Sajonia). Jugaba de centrocampista y su primer equipo fue el Hannover 96.
Ernst es un centrocampista que juega muy cerca de la defensa.
Empezó jugando en las categorías inferiores de un equipo de su ciudad natal, el Hannover 96. En la temporada 96–97 debuta con el primer equipo. Una temporada más tarde consigue el ascenso a la 1. Bundesliga.
En 1998 ficha por el Hamburger SV, con el que consiguió un tercer puesto en liga.
En 2000 ficha por el Werder Bremen. Con este equipo gana una Liga y una Copa de Alemania la temporada 03–04.
En 2005 ficha por el Schalke 04, equipo en el que jugó hasta enero de 2009, al ser traspasado al Besiktas JK en el mercado de invierno.

## Selección nacional
Ha sido internacional con la selección de fútbol de Alemania en 24 ocasiones. Su debut como internacional se produjo el 9 de mayo de 2002 en el partido Alemania-Kuwait (7–0).
Es el jugador hasta el momento con más presencias en la Selección Sub-20 de Alemania con 31 partidos y 2 goles convertidos.

### Participaciones en Copas FIFA Confederaciones
| Copa                           | Sede     | Resultado    |
| ------------------------------ | -------- | ------------ |
| Copa FIFA Confederaciones 2005 | Alemania | Tercer lugar |

### Participaciones en Eurocopa
| Torneo        | Sede     | Resultado    |
| ------------- | -------- | ------------ |
| Eurocopa 2004 | Portugal | Primera fase |

## Clubes
| Club          | País     | Año       |
| ------------- | -------- | --------- |
| Hannover 96   | Alemania | 1996-1998 |
| Hamburger SV  | Alemania | 1998-2000 |
| Werder Bremen | Alemania | 2000-2005 |
| FC Schalke 04 | Alemania | 2005-2009 |
| Besiktas JK   | Turquía  | 2009-2012 |
| Kasimpasa SK  | Turquía  | 2012-2013 |
| OSV Hannover  | Alemania | 2014-2015 |

## Palmarés
| Título               | Club          | País     | Año  |
| -------------------- | ------------- | -------- | ---- |
| 1. Bundesliga        | Werder Bremen | Alemania | 2004 |
| Copa de Alemania     | Werder Bremen | Alemania | 2004 |
| Superliga de Turquía | Beşiktaş JK   | Turquía  | 2009 |
| Copa de Turquía      | Beşiktaş JK   | Turquía  | 2009 |